# Stockholmsnatt (tecknad serie)
Stockholmsnatt var en tecknad serie med manus av Stefan Thungren och teckningar av Pelle Forshed. Den publicerades i Svenska Dagbladets fredagsbilaga mellan 2005 och 2015. 
Serien var en inledningsvis en betraktelse över Stockholms klubbliv sedd genom en handfull personer födda under 1970-talet. Under åren växlade fokuset från kvällar på krogar och klubbar till livet som kreddig småbarnsförälder i Stockholms närförorter. Den blev under sin utveckling allt mer politisk och samhällskritisk.
Bland de namnlösa karaktärerna kan nämnas "Gubbhipstern", "Myspacemiffot", "Södertörnbögen" och huvudpersonen "Fashionraggaren".
Vissa strippar har också publicerats i Hjälp. En föregångare till Stockholmsnatt var Disco Sucks, som publicerades på houseklubben Guidelines hemsida.
Serierna har samlats i flera album, utgivna på Kartago förlag:
- This Is Stockholm (ISBN 9189632990) hösten 2008. Innehåller också Disco Sucks.[3]
- Stockholmsnatt (ISBN 9789186003654) hösten 2010.[4]
- Stockholmsnatt 3 (ISBN 9789175150185) våren 2013.[5]
- Tio år med Stockholmsnatt: samlade serier 2005–2015 (ISBN 9789175150765) 2015.